# Осика Леонід Михайлович
Леоні́д Миха́йлович Оси́ка (8 березня 1940, Київ, Українська РСР — 16 вересня 2001, Київ, Україна) — український режисер, сценарист. Один із представників хвилі «українського поетичного кіно». Заслужений діяч мистецтв УРСР (1988). Народний артист України (1998).

## Життєпис
Народився в місті Києві, у робітничій сім'ї. 
Леонід Михайлович з’явився на світ 8 березня у 1940-му в Києві, у родині маляра. Коли почалася німецько-радянська війна, його батько пішов на фронт. Мати з дітьми переїхала до своїх рідних у Фастів, де пережила нацистську окупацію. Після війни родина повернулася до Києва, батько прийшов із фронту після двох контузій.
У дитинстві Леонід дуже любив малювати, часто читав “Кобзар” Шевченка. Закінчив 8 класів і в 15 років поїхав навчатись у художньо-театральне училище Одеси. Займався він там по класу художник-гример-портретист. Це справило вплив на всю подальшу творчу манеру, адже Осика-режисер приділяв величезну увагу саме великим портретним планам на екрані, надавав перевагу саме зображенню та звуку, а не діалогам персонажів.
Закінчивши Одеське училище, Леонід намагався вступити до Всесоюзного державного інституту кінематографії (ВДІК), але не пройшов за конкурсом. Повернувся до Києва і пішов працювати викладачем гриму в Інститут театру, кіно і телебачення ім. І. Карпенка-Карого.
Згодом, прийшов лист з ВДІКу від режисера С. Герасимова. У ньому йшлося, що комісія не встигла вчасно розглянути роботи абітурієнтів, а прочитавши всі, С. Герасимов дуже зацікавився твором Леоніда “Сто порцій картоплі” й запросив взяти участь у конкурсних іспитах. Юнак приїхав до Москви, з успіхом склав іспити і був прийнятий на курс С. Герасимова. Так Осика став студентом ВДІКу.
Творче зростання Л. Осики було дуже стрімким. 
У студентські роки Леонід знайшов друзів на все життя – Івана Миколайчука, Борислава Брондукова, Леоніда Бикова. Доля часто зводила їх разом у роботі над фільмами. 
Антоніна Лефтій, яка знялась у кінострічці "Двоє" невдовзі  стала дружиною Леоніда. Проте через 16 років спільного життя подружжя розлучилося. Після розлучення Леонід Осика знайшов нове кохання. Ним стала актриса Світлана Князєва, молодша за нього на 21 рік. Вона була для Леоніда музою, яка підтримувала чоловіка в усьому, а він сприяв розвиткові її кар’єри, знявши в кількох своїх фільмах. Від цього шлюбу народилися двоє синів-близнюків.
13 травня 1994 року Леонід Осика зламав хребет, а наступного року в нього трапився інсульт. До кінця своїх днів режисер був прикутий хворобою до ліжка. У цей період його вшанували Шевченківською премією та Державною премією України імені Олександра Довженка.
Режисер не залишив кіно добровільно, а тяжка недуга різко зменшила можливість творчої реалізації. Митець пішов з життя 16 вересня 2001 року в Києві у 61-річному віці.
Похований в Києві на Байковому кладовищі (ділянка № 49а).

## Творчість
Першу короткометражну стрічку Осика зняв під час студентської практики, у 1964-му. Вона мала назву «Двоє» і була присвячена двом молодим людям, які не можуть зрозуміти одне одного. Головні ролі виконали Іван Миколайчук та Антоніна Лефтій. 
З 1965 року працював на київській кіностудії ім. Олександра Довженка, де зняв свої головні кінострічки.

### "Камінний хрест"
У 1968 році створив абсолютний шедевр українського і світового кіно — «Камінний хрест», знятий за оповіданнями Василя Стефаника. Сценаристом стрічки виступив Іван Драч, в акторському складі були залучені Іван Миколайчук, Борислав Брондуков, Антоніна Лефтій, Костянтин Степанков. На Всесоюзному кінофестивалі в Ленінграді стрічка отримала дипломи за найкращу чоловічу роль (Борислав Брондуков) і найкращу операторську роботу (Валерій Квас). Проте на зарубіжні фестивалі “Камінний хрест” не посилали. Так само не випускали за кордон і Леоніда Осику. Чиновники у високих кабінетах заявляли, що не випускають режисера через проблеми з алкоголем. Але найбільше вони боялися, що нова хвиля українського кіна, далекого від канонів соцреалізму, отримає популярність у світі.

### "Захар Беркут"
1971 року вийшла історична драма «Захар Беркут» (екранізація безсмертного твору Івана Франка) за сценарієм Дмитра Павличка. Це був перший кольоровий широкоформатний фільм Осики, із великою масовкою – понад 2 тисячі учасників. На Всесоюзному кінофестивалі у Тбілісі стрічка здобула приз і премію “за відтворення на екрані традицій народного героїчного епосу”.
У 1973 році вийшов у світ повнометражний художній фільм “Дід лівого крайнього”. Перша назва фільму — «Пензель старого майстра». У головній ролі – видатний український актор Микола Яковченко, добре відомий за кінокартинами “За двома зайцями”, “Максим Перепелиця”, “Вечори на хуторі біля Диканьки”, “Вій”, “Королева бензоколонки”. В прокат фільм так і не випустили.
1982 року Леонід Осика спробував себе в документальному жанрі. Зняв картину “…Якого любили всі”, присвячену пам’яті свого друга і колеги Леоніда Бикова, який загинув у автомобільній катастрофі. У 1989-му в співавторстві із Сергієм Параджановим зняв біографічний фільм “Етюди про Врубеля”.

На початку 1990-х фінансування українського кіна практично припинилося. Останніми картинами, які встиг завершити Осика, стала екранізація твору Михайла Коцюбинського “Подарунок на іменини” та історична драма “Гетьманські клейноди” за мотивами повісті Богдана Лепкого “Крутіж”. В обох стрічках знялася його друга дружина Світлана Князєва. Задуми наступних картин – “Олекса Довбуш”, “І не введи в спокусу” – залишилися нереалізованими.

Могила Леоніда Осики

## Родина
- Дружина — акторка Антоніна Лефтій (з 1988 мешкає в Австралії).
- Син — Дмитро, закінчив театральний інститут, бізнесмен.

- Дружина — акторка Світлана Князєва.
- Двоє синів-близнюків: Богдан та Олексій.

## Звання та нагороди
- 1997 — Національна премія України імені Тараса Шевченка за художні фільми «Камінний хрест», «Захар Беркут», «Подарунок на іменини», «Гетьманські клейноди».
- 2001 — Державна премія України імені Олександра Довженка.

## Пам'ять
- 2004: «Друг мій Льонька» — документальний фільм режисера Т. Золоєва (в телециклі «Обрані часом»).
- В 2010 році дружина Світлана Князєва видала книгу до річниці 70-ліття від дня народження чоловіка під назвою «Такая вот жизнь и такое кино: по дневникам (1984—1994)». — Київ, 2010.

## Фільмографія
- 1966 — «Та, що входить у море», дипломна робота, режисер
- 1967 — «Хто повернеться — долюбить», режисер
- 1968 — «Камінний хрест», режисер
- 1971 — «Захар Беркут», режисер (Всесоюзний кінофестиваль: Премія «За затвердження на екрані традицій народного героїчного епосу»)
- 1974 — «Дід лівого крайнього», режисер, сценарист
- 1976 — «Тривожний місяць вересень», режисер (Всесоюзний кінофестиваль: Премія за розробку військово-патріотичної теми)
- 1978 — «Море», сценарист, режисер
- 197? — «Розплата» (телевізійний фільм), режисер
- 1985 — «Вклонися до землі», режисер
- 1987 — «Увійдіть, стражденні!», режисер
- 1989 — «Етюди про Врубеля», сценарист, режисер
- 1981 — «…Якого любили всі» (пам'яті Леоніда Бикова), режисер
- 1991 — «Подарунок на іменини», сценарист, режисер
- 1993 — «Гетьманські клейноди», сценарист, режисер